# Nicolien Sauerbreijová
Nicolien Sauerbreijová (* 31. července 1979) je nizozemská profesionální snowboardistka.

## Dětství
Pochází z provincie Utrecht v Nizozemsku. Její otec je lyžařský instruktor a tak se dostala k tomuto zimnímu sportu. Lyžovala od dvou let, ve dvanácti letech přešla na snowboard. Také její mladší sestra Marieke Sauerbreijová je profesionální snowboardistkou.

## Závodní kariéra
Specializuje se na disciplíny paralelní obří slalom a paralelní slalom, ve kterých dosáhla řadu vynikajících úspěchů. Ve Světovém poháru začala nastupovat od roku 1996. První vítězství si připsala v roce 2001 v chilském středisku Valle Nevado v paralelním obřím slalomu. Ve stejné sezóně ještě vítězství zopakovala v závodu v Mariboru. Od té doby získala množství medailových umístění v závodech Světového poháru a dvakrát – v sezóně 2007/2008 a 2009/2010 vybojovala v paralelním obřím slalomu celkové vítězství. Vrcholem její kariéry bylo vystoupení na Zimních olympijských hrách 2010, kde vyhrála ve své oblíbené disciplíně. Byla to pro Nizozemsko jubilejní stá zlatá olympijská medaile a první zlatá medaile ze sportu na sněhu. Vynahradila si tak smůlu z předchozí olympiády v Turíně 2006, kde v souboji s Rakušankou Amelií Koberovou prohrála jen o 0,03 sekundy.
V roce 2011 na mistrovství světa vybojovala stříbro v paralelním slalomu.